# Острів Енгельма
О́стрів Е́нгельма (рос. Остров Энгельма) — невеликий острів в затоці Петра Великого Японського моря. Знаходиться за 440 м на південь від острова Руського, з яким з'єднаний дамбою. Адміністративно належить до Фрунзенського району Владивостока Приморського краю Росії.

## Географія
Острів підковоподібної форми, з Руським з'єднується штучною дамбою довжиною 460 м. Протяжність острова 400, ширина всього 170 м. Рельєф острова слабко погорбований. На південь обернені скелясті схили, на північ — полого спускаються до бухти. Берегова лінія слабко порізана, протяжність 1,5 км. Уздовж північного узбережжя проходить ґрунтова автодорога. Серед рослинності поширена трава та чагарники. Широколисті ліси знаходяться лише на північному заході площею 1,1 га. На південному заході до сусіднього острова Лаврова також збудована дамба. Прісної води на острові немає. На північному сході збудований дот. Острів є улюбленим місцем для туристів та відпочивальників.